# Pan de Neda

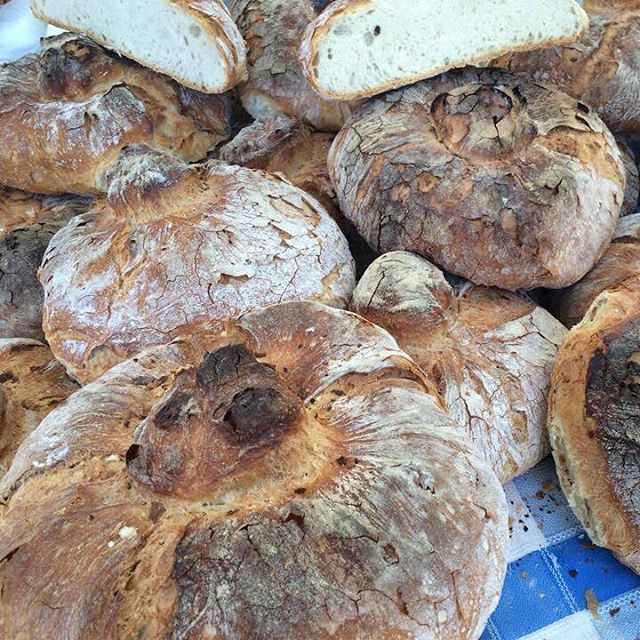
Pan de Neda

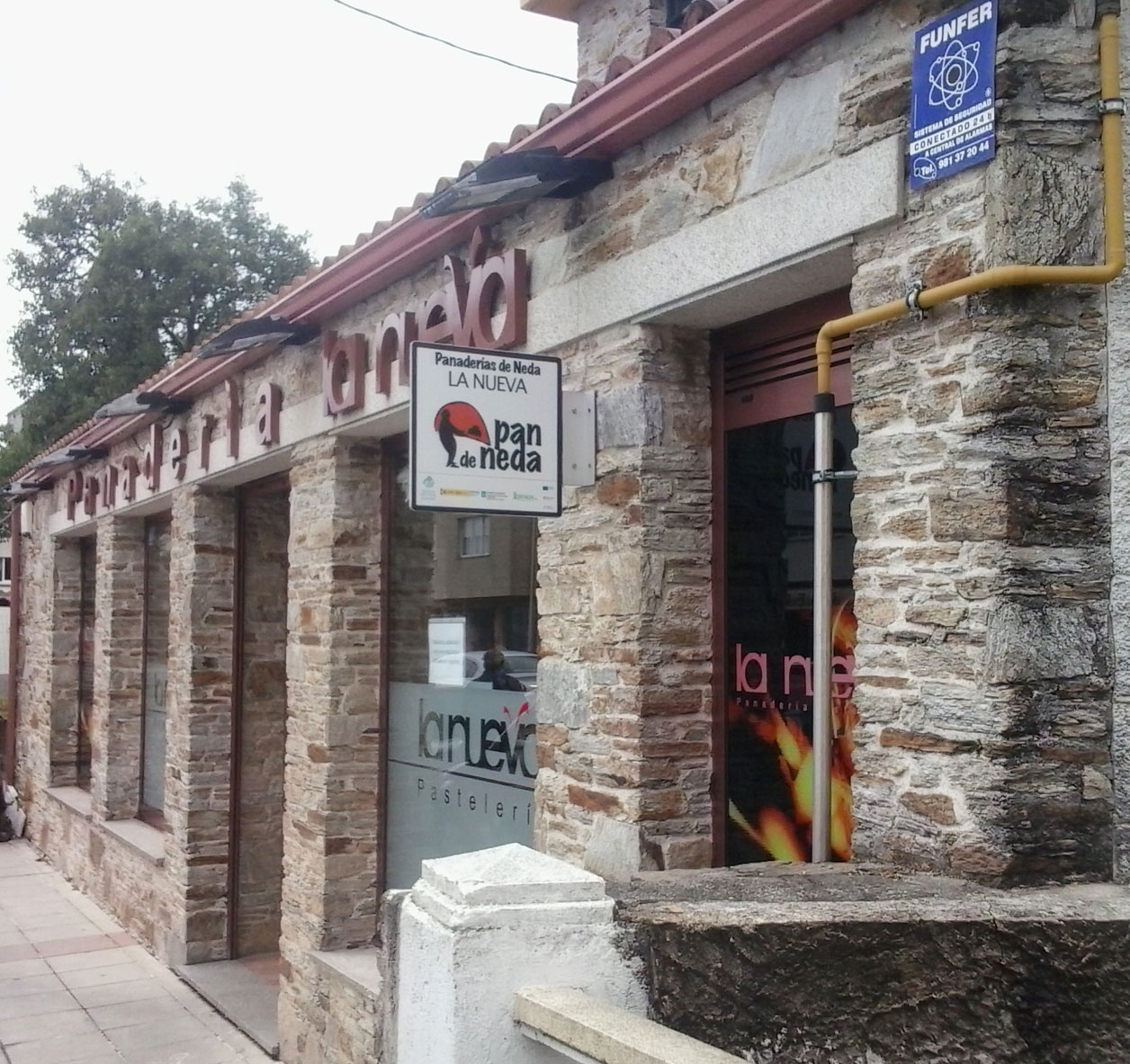
Panadería en Neda

El pan de Neda es un pan originario de Neda (provincia de La Coruña, España) reconocido por la Junta de Galicia por su calidad e importancia social y económica. La tradición panadera de Neda se remonta al medievo, con diferentes expresiones a lo largo del tiempo. El primer domingo de septiembre se celebra desde 1989 la Festa del Pan de Neda por iniciativa de los vecinos de la zona. Actualmente la fiesta está organizada por el Ayuntamiento de Neda y los panaderos locales.

## Historia
La historia del pan de Neda está ligada a la construcción de una base naval y astilleros en la ría de Ferrol por parte del Rey Felipe II, para hacer frente a los ataques costeros, como el del pirata inglés Francis Drake, que en 1589 atacó la ciudad de Coruña.
Con el fin de abastecer a la marina surgieron en Neda las  Reais fábricas de biscoito ( ‘Reales fábricas de bizcochos [de mar]’), aprovechando la harina molida con las aguas del río Belelle, que ya contaba con molinos desde la Edad Media. Estos bizcochos o bolachas eran una especie de pan que permanecía comestible durante meses, necesarios para los largos viajes a América. Se producían cinco mil quintales de pan al mes.
Desde el siglo XVII hasta principios del XIX, Neda y Jubia fueron considerados el «hórreo de Galicia» (o el 'granero de Galicia'). Entonces el estuario del río Grande de Jubia era navegable. En el siglo XVIII se produce en Ferrol la que se considera la primera huelga de España cuando los trabajadores intentan cambiar el pan de Neda por pan elaborado en el propio astillero. Hay una cuenca que transporta agua desde el río Belelle a través del estuario por el puente del ferrocarril hasta el arsenal militar.
Las aguas del Belelle ya tenían fama de ser las mejores del país para el hilado, la molienda y la salud. En 1917, El Ideal Gallego publicó un folleto de 16 páginas titulado Estudio analítico, químico y bacteriológico del agua de La Fervenza, escrito por el director del laboratorio municipal de Ferrol, Santiago de la Iglesia. Dejó constancia científica de la buena calidad de las aguas del Belelle y de su pureza al encontrar en ellas hongos del género Penicillium.
Hasta la década de 1950, los molinos continuaron operando en el río Belelle. Desde entonces, el pan de Neda ha ido perdiendo importancia, aunque ha mantenido su reputación local. En 1989, la Asociación de Vecinos de Ancos organizó una fiesta para dar a conocer y promocionar los productos locales: tanto pan como bolas, empanadas o dulces.
El pan de Neda difiere del pan de Cea, otro pan gallego, en muchas características. Además de tener un sabor más fuerte y ser un tipo de pan que se puede comer nada más sacarlo del horno, en uno o dos días gana cuerpo y adquiere su miga consistente, fácil de deshacer pero con cuerpo. El pan se conserva manteniendo estas características durante una o dos semanas e incluso más. Las tortas tienen forma redonda de dos y más kilos.